# Rangaeris rhipsalisocia
Rangaeris rhipsalisocia är en orkidéart som först beskrevs av Heinrich Gustav Reichenbach, och fick sitt nu gällande namn av Victor Samuel Summerhayes. Rangaeris rhipsalisocia ingår i släktet Rangaeris och familjen orkidéer. Inga underarter finns listade i Catalogue of Life.